# Wilbur Daigh Mills

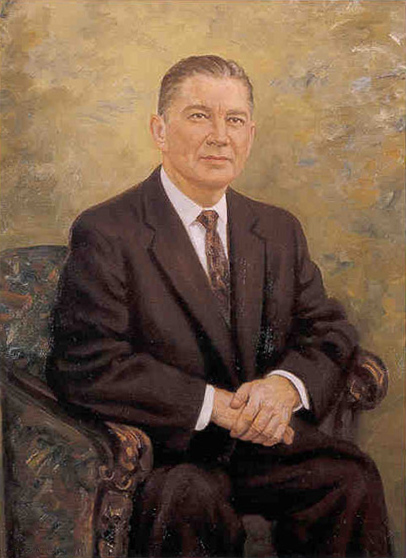
Wilbur Daigh Mills

Wilbur Daigh Mills (* 24. Mai 1909 in Kensett, White County, Arkansas; † 2. Mai 1992 in Searcy, Arkansas) war ein US-amerikanischer Politiker und vertrat den Bundesstaat Arkansas im US-Repräsentantenhaus. Er war in den 1960er Jahren Vorsitzender des Steuerbewilligungsausschusses und 1972 kurzzeitig Kandidat für die US-Präsidentschaft.

## Werdegang
Wilbur Daigh Mills war der Sohn von Ardra Pickens Mills, Präsident der Bank of Kensett, und dessen Frau Abbie Lois Mills (geb. Daigh). Er hatte zwei jüngere Geschwister, Roger und Emogene. Mills besuchte eine von seinem Vater geleitete Privatschule in Kensett, hielt jedoch seine Abschiedsrede an der Searcy High School. Danach graduierte er am Hendrix College in Conway als „Salutatorian“. Anschließend begann er an der Harvard University in Cambridge Jura zu studieren. Er tat dies unter Felix Frankfurter, bevor dieser als Bundesrichter des United States Supreme Court nominiert und bestätigt wurde. Die Zulassung als Anwalt erhielt Wilbur 1933. Mills war Bezirksrichter von White County während der Depressionsjahre und startete ein landesfinanziertes Programm zur Zahlung ärztlicher Untersuchungen, verschreibungspflichtiger Medikamente und von Krankenhausbehandlungen für Bedürftige.

### Steuerbewilligungsausschuss
Mills diente im Kongress zwischen 1939 und 1977 und war für achtzehn Jahre (1957–1975) Vorsitzender des einflussreichen Steuerbewilligungsausschusses, eine Position, die er länger als irgendeine Person in der US-Geschichte vor ihm hielt. Man bezeichnete ihn auch des Öfteren während seiner Amtszeit als „den mächtigsten Mann in Washington“. Das Gleiche wurde auch über seinen Gegenspieler US-Senator und Senatsfinanzausschussvorsitzenden Russell B. Long aus Louisiana gesagt.
Seine Leistungen im US-Repräsentantenhaus spielten auch eine große Rolle bei der Erschaffung des Medicare-Programmes. Mills hatte anfänglich bezüglich der Kosten Vorbehalte gegen dieses Programm, jedoch führte er es letztendlich durch den Kongress und hatte freie Hand bei der Formung seines Programms. Er war auch als vorrangiger Steuerexperte im Kongress bekannt und gab seine Stimme für den Tax Reform Act von 1969. Mills befürwortete eine konservative Steuerpolitik und ein ausgewogenes Budget, wobei er auch verschiedene liberale Programme unterstützte.

### Präsidentschaftskandidat
Mills trat 1972 als demokratischer Kandidat für die US-Präsidentschaft an. Seine Kampagne war auf die älteren Staatsbürger ausgelegt. Es sollte bei ihnen der Eindruck erweckt werden, dass Mills die selbsttätige Anpassung der Lebenshaltungskosten (COLA) zur Sozialversicherung verfocht. Seine Kampagne verlief anfänglich schlecht, jedoch gewann er 36 Delegiertenstimmen für die Präsidentschaft beim demokratischen Nationalkonvent für Senator George McGovern. Sein Name fiel auch als möglicher Finanzminister in McGoverns Kabinett; dessen Niederlage gegen den Präsidenten Richard Nixon machte dies jedoch irrelevant.

### Alkoholexzesse und Rücktritt
Am 7. Oktober 1974 wurde Mills in einen Trunkenheitsvorfall mit der argentinischen Stripperin Annabelle Battistella, besser bekannt als Fanne Foxe (1936–2021), verstrickt. Sein Auto, gefahren durch einen früheren Nixon-Angestellten, wurde spät in der Nacht durch die U.S. Parkpolizei angehalten, da der Fahrer vergessen hatte, die Lichter einzuschalten. Mills war betrunken und sein Gesicht war lädiert durch eine Schlägerei mit Foxe. Als die Polizei das Auto erreichte, sprang Foxe aus dem Auto und sprang in den nahegelegenen Tidal Basin. Mills, bekannt für seinen Alkoholismus, suchte Heilbehandlung im West Palm Beach Institute und ging zu den anonymen Alkoholikern. Ungeachtet des Skandals wurde er im November 1974 in den Kongress wiedergewählt. Die Demokraten hatten in diesem Jahr nahezu 60 Prozent der Stimmen vereinigt. Er besiegte die Republikanerin Judy Petty Wolf, einstige Sekretärin des ehemaligen Gouverneurs Winthrop Rockefeller.
Im Dezember 1974 trat Mills während eines Auftritts von Foxe auf die Bühne eines Bostoner Stripclubs und hielt anschließend in ihrer Umkleide eine Pressekonferenz. Kurz nach diesem zweiten Vorfall trat Mills von seinem Vorsitz im Steuerbewilligungsausschuss zurück. Er strebte 1976 keine erneute Wiederwahl an und der Sitz ging an den Generalstaatsanwalt Jim Guy Tucker.
Wilbur Daigh Mills verstarb am 2. Mai 1992 in Searcy und wurde in Kensett beerdigt. Viele Schulen, Highways und andere Bauten in Arkansas tragen seinen Namen.

## Hinweise / Einzelnachweise
1. ↑  = zweitbester Absolvent des Jahrgangs einer Institution, der eine Rede auf der Abschlussfeier hält
2. ↑  McGovernomics: A More Modest Proposal vom 11. September 1972, auf time.com (engl.), abgerufen am 20. April 2008.
3. ↑  David Frum: How We Got Here: The '70s, New York 2000 (S. 275)
4. ↑  Telephone Conversation Between President Lyndon Johnson and Wilbur D. Mills, Chair of the House Ways and Means Committee vom 11. Juni 1964, auf vcdh.virginia.edu (engl.) (Memento des Originals vom 24. März 2008 im Internet Archive)  Info: Der Archivlink wurde automatisch eingesetzt und noch nicht geprüft. Bitte prüfe Original- und Archivlink gemäß Anleitung und entferne dann diesen Hinweis., abgerufen am 20. April 2008.